# Rafael López Gutiérrez
Rafael Salvador López Gutiérrez (Tegucigalpa, Honduras; 11 de mayo de 1854-Amapala,10 de marzo de 1924) fue un militar con el grado de general de división, político y trigésimo cuarto presidente de Honduras, elegido en 1920, al término de su mandato intentó permanecer en el poder lo que provocó un alzamiento armado de parte de la oposición.

## Biografía

### Datos familiares
Rafael Salvador López Gutiérrez nació del matrimonio entre el general Juan López y Soledad Gutiérrez Lozano. Su padre fue presidente provisional de Honduras en 1855, después del golpe de Estado al general José Trinidad Cabañas. Rafael y su hermano Antonio López Gutiérrez hicieron estudios en la ciudad de Londres con el apoyo de su tío, el abogado Carlos Gutiérrez Lozano que fungía como ministro hondureño en Inglaterra, además dejaría inconclusos sus estudios de jurisprudencia en la universidad, inclinándose hacia lo militar. Contrajo matrimonio con Anita Lagos Laínez, nacida en Choluteca en 1870 e hija de Marcial Lagos y Eufraciana Laínez.

### Vida política y militar
Rafael López Gutiérrez, fue nombrado candidato oficial del Partido Liberal Republicano para las elecciones generales de Honduras de 1919, previamente López Gutiérrez había sido declarado héroe por el liberalismo al derrocar al dictador Francisco Bertrand Barahona, en la primera guerra civil de Honduras en 1919; ya en las elecciones presidenciales, el Partido Conservador no pudo contrarrestar en los comicios, con la fama alcanzada por este personaje hondureño que se levantó como presidente para el periodo entre 1920 a 1924.
El general Rafael López Gutiérrez se promovió a la presidencia de Honduras con la ayuda del gobierno liberal de Guatemala e incluso del régimen conservador en Nicaragua, luego de que Francisco Bertrand rechazó elección abierta. Ante esta situación, el gobierno de los Estados Unidos se ofreció mediar en el conflicto electoral.
Bertrán huyó del país y el presidente provisional Francisco Bográn Barahona, entonces prometió celebrar elecciones libres. Después de una considerable negociación y de una cierta confusión, una fórmula fue resuelta bajo la cual, las elecciones fueron celebradas. López Gutiérrez que controlaba las Fuerzas Armadas de Honduras, ganó fácilmente en una elección manipulada, y en octubre de 1920 él asumió la presidencia.
Fue el primer presidente en ocupar el Palacete presidencial mandado a construir por el doctor Bertrand Barahona.
En 1921 durante el Centenario de la declarada independencia de Honduras, el 15 de septiembre inaugura un obelisco en su conmemoración, dicha estructura está ubicado en la calle Real de Comayagüela y con una altura de diez metros.
Durante el gobierno de López Gutiérrez los presidentes de Honduras, de Nicaragua, y de El Salvador se reunieron en el USS Tacoma en el Golfo de Fonseca, bajo del ojo vigilante de los embajadores de los Estados Unidos, los presidentes se comprometieron a evitar que sus territorios sean utilizados para promover revoluciones contra sus vecinos.
Al término de su mandato, López Gutiérrez fue presionado por Washington, para que permitiera una campaña de elecciones elección abiertas. Tiburcio Carías Andino gobernador del departamento de Cortés y candidato por el Partido Nacional de Honduras resultó ganador. Sin embargo, el Partido Liberal de Honduras, no podía unirse alrededor de un solo candidato y terminó partiéndose en dos grupos disidentes. Uno favorable al doctor Policarpo Bonilla, y el otro que apoyaba la candidatura del doctor Juan Ángel Arias Boquín.
Consecuentemente, cada candidato no pudo asegurar a una mayoría. Carías recibió el número más grande de votos, con Bonilla en segundo lugar, y Arias un distante tercer lugar. Por los términos de la constitución del Honduras, este estancamiento dejó la opción final del presidente a la legislatura, pero ese cuerpo no pudo obtener a unconsenso y alcanzar una decisión.
En enero de 1924, López Gutiérrez anunció su intención de permanecer en el poder hasta que las nuevas elecciones se llevaran a cabo, pero este rechazó en varias ocasiones especificar una fecha para las elecciones.
Carías, según se informa con la ayuda de la United Fruit Company, se declaró presidente, y un conflicto armado explotó. En febrero los Estados Unidos, en señales de advertencia suspendieron relaciones con el gobierno de López Gutiérrez; hasta que se celebraran elecciones libres. El 6 de febrero, a las 17:00 horas se nombraron nuevos ministros en la dictadura de López Gutiérrez: Gobernación y Justicia: Doctor Vicente Mejía Colindres, Relaciones Exteriores: Doctor Rómulo Ernesto Durón, Fomento y Obras Públicas: Ángel Sevilla, Guerra y Marina: Doctor Ernesto Argueta, Hacienda y Crédito Público: Doctor Serapio Hernández y Hernández, e Instrucción Pública: Doctor Federico A. Smith. Más tarde el 10 de febrero, ocurre una nueva crisis ministerial en la dictadura dejan sus puestos los Ministros de Gobernación, Guerra y Fomento, señores Mejía Colindres, Sevilla y Argueta; el nuevo Gabinete reformado queda así: Gobernación y Justicia, Doctor Francisco Bueso Cuéllar, Fomento y Obras Públicas, Doctor José María Sandoval, Guerra y Marina, Doctor y Coronel Roque J. López, Relaciones Exteriores, Doctor Rómulo E. Durón, Instrucción Pública, Doctor Federico A. Smith y Hacienda y Crédito Público. Doctor Serapio Hernández y Hernández.
Las condiciones deterioraron rápidamente en los primeros meses de 1924. El 28 de febrero, una batalla ocurrió en La Ceiba entre las tropas gubernamentales y los rebeldes. Incluso esto motivo la presencia del USS Denver y el desembarco de una fuerza de los infantes de marina de Estados Unidos. Pero ello no impidió no el saqueo y los incendios que provocaron extensos danos, dando por resultado US$2 millones de dólares en daños materiales.
Además el hecho dejó cincuenta personas muertas, incluyendo un ciudadano de Estados Unidos, en la lucha. En las semanas que siguieron, los refuerzos adicionales de la escuadrilla del servicio especial de la marina de guerra de Estados Unidos fueron concentrados en aguas territoriales de Honduras, para proteger los intereses de Estados Unidos.

### Fallecimiento de Rafael López Gutiérrez
Una fuerza de infantes de marina fueron enviadas a Tegucigalpa para proporcionar la protección adicional a las delegaciones diplomáticas instaladas en Honduras. Poco antes la llegada de la fuerza estadounidense, López Gutiérrez murió el 10 de marzo a las 16:00 horas, pero el gobierno central siguió siendo comandado por su gabinete. La viuda, doña Ana de López Gutiérrez, viajó a su exilio hacia Europa.
El general Carías y una variedad de otros líderes de los rebeldes controló la mayor parte del campo pero no pudo coordinar sus actividades con suficiente eficacia para controlar la capital. En un esfuerzo para terminar la lucha, el Gobierno de los Estados Unidos envió a Sumner Welles al puerto de Amapala con instrucciones de intentar lograr un acuerdo bilateral y así elegir un gobierno de conformidad con el tratado 1923.
Las negociaciones, que fueron llevadas a cabo de nuevo a bordo de un crucero de la armada de los Estados Unidos de América, duraron del 23 de abril al 28 de abril. Un acuerdo fue resuelto y el general Vicente Tosta Carrasco resultó ser designado presidente provisional. Este acordó designar un gabinete que representara todas las facciones políticas, y convocar una asamblea constituyente en el plazo de noventa días para restaurar orden constitucional.